# Xanthophytum pubistylosum
Xanthophytum pubistylosum är en måreväxtart som beskrevs av Axelius. Xanthophytum pubistylosum ingår i släktet Xanthophytum och familjen måreväxter. Inga underarter finns listade i Catalogue of Life.